# Jiawu Fengyun
Jiawu Fengyun (xinès simplificat: 甲午风云, pinyin: Jiǎwǔ Fēngyún, traducció lliure: Any tempestuós) és una pel·lícula bèl·lica xinesa, dirigida per Nong Lin, protagonitzada per Li Moran i produïda per l'estudi de cinema de Changchun. Es va estrenar el 1962 i narra una història d'una batalla naval a l'inici de la Primera Guerra Sino-japonesa. La revista Yazhou Zhoukan (coneguda en Occident com Asia Weekly) la va elegir com una de les 100 millors pel·lícules xineses del segle xx.